# BECK (漫画)
《BECK》是HAROLD作石的一部少年漫畫作品，1999年開始在《月刊少年Magazine》（講談社）連載，對作者而言是首部少年取向的漫畫；2002年第26回講談社漫畫獎少年部門得獎，單行本發行累計超過1200萬冊。動畫於2004年10月至2005年3月由東京電視台播放，共26集。緯來兒童台2006/5/5週六、日首播23:00~23:30

## 劇情簡介
故事開始於每天過著平凡的生活，並對未來感到不安的14歲少年「田中幸雄」（通稱小雄），在某天遇到了一位謎樣人物「南龍介」後就一腳踏入了音樂的世界。以田中幸雄、南龍介為中心並集結其他才華洋溢的成員所形成的樂團：BECK；別名（在美國出道時被唱片公司任意改名）：M.C.S（Mongolian Chop Squad）雖然歷經許多失敗與挫折，但成員們還是對自己的樂團抱持信心一步步緩緩前進。在作品中可看到小雄活用他天生的好歌喉和作曲能力為樂團做出許多貢獻，但一方面也因吉他功力不足而有不少扯後腿的場面；在龍介的異父妹妹、同時也是戀人的真帆支持下，過著以樂團為中心並不同於一般高中生的生活。

## 登場人物

### BECK（M.C.S）成員
田中幸雄（小雄）/Vocal&Guitar（Yukio Tanaka，配音員：浪川大輔/Vo：平林一哉（Husking Bee））
登場時14歲，原本是個平凡的中學生，遇到龍介後從此陷入音樂的世界，天生的好歌喉加上每天腳踏實地苦練終正式進入BECK；主要吉他是Fender Telecaster。託玩樂團的福而沒考上志願學校，好不容易有學校可念又因以樂團為中心而休學。第二把吉他是在搬家公司打工時所撿到的Gibson SG（拿廉價版的SG Junior改裝而成）。名字由來是同名的職棒選手北海道日本火腿鬥士隊的田中幸雄，該選手也因前輩裡有位同名同姓的投手而被稱作「小雄」。不知是否有受到綠洲樂團利亞姆·加拉格爾的影響，唱歌時手中沒吉他就會把手背在身後。故事中期與真帆兩情相悅後交往。
南龍介（龍介、Ray）/Guitar（Ryuusuke Minami，配音員：上野裕馬）
登場時16歲，原本住在NY的歸國子女，和繼父有些爭執而離家出走住在釣魚池過活。平常雖然都做些向人借錢或讓女人哭泣等一些廢物行徑，但只要扯上音樂就毫不妥協，因某些過去而讓樂團捲入不少問題；主要吉他是Gibson Les Paul（露西露），左手也能彈奏吉他；對艾迪等外國人而言因龍介的名字發音較難就暱稱他為「Ray」。模特兒是同名的音樂人南龍介。
千葉恒美（千葉）/Vocal, MC（Tsunemi Chiba，配音員：大畑伸太郎/Vo：TATSUZO（from YKZ））
登場時16歲，動不動就跟人打架，最恨不正當的行為，但性格卻很纖細，是所有登場人物中最人性化的角色。在樂團裡負責炒熱氣氛，現場演出時能發揮吸引他人的魅力，而他也是小雄的高中學長，還是個導師推薦擔任班長的高材生（但只限在校內）。雖然饒舌的功力無庸置疑，卻因小雄的出頭而開始煩惱自己在團裡的立場；曾在『Gorillaman』（作者的另一作品）裡登場的禿鷹拉麵店打工。模特兒是現實中跟南龍介同一團「白金漢宮」（バッキンガム宮殿）的成員千葉大輔。
平義行（阿平）/Bass（Yoshiyuki Taira，配音員：野島健兒）
登場時18歲，冷靜且熟知音樂界，成員中最年長者，是樂團的整合人更是大家的精神支柱，演出時擁有超脫日本人的放客風格（Funky），貝斯技術已優秀到能讓非裔美國人點頭。不論業餘或職業，都有不少人看上其才能邀請入團，但他卻只相信自己的感覺而加入BECK；主要貝斯是Music Man (company)製作的Music Man StingRay。有個在經營修車廠的繼父，親生父親是個爵士樂家。經常裸露上半身進行演出，演奏風格可能是受到嗆辣紅椒樂團貝斯手Flea（Michael Balzary）的影響。模特兒是平直行。
櫻井裕志（阿櫻）/Drums（Yuuji Sakurai，配音員：奈良徹）
登場時14歲，和小雄同級，而且還是活在校園暴力裡的小雄唯一的伙伴。因兄長的影響7歲開始接觸爵士鼓，擁有團員和觀眾都認同的技術。受到艾迪所說的話影響，是個貫徹自己信念而活的堅強角色。原本和小雄進同一所高中又因雙親調職轉學，但後來不顧家人反對跑回來。模特兒是職業摔角手的永田裕志或櫻庭和志。

### 主要人物
貝克（Beck，配音員：麻生智久）
一隻有如怪醫黑傑克一樣全身滿是補釘的狗，由龍介飼養，也是「BECK」團名的由來，只會對小雄兇惡。原本是雷恩·賽克斯的狗，後來與露西露一起被龍介偷走。
南真帆（Maho Minami，配音員：齊木美帆/Vo：Sowelu）
龍介的異父妹妹也是BECK的頭號支持者，面貌姣好，是最早看出小雄才能的人，不輸其兄的行動力常連累小雄。雖然歌唱才能不錯、偶而也會在LIVE演出，但實際上本人並不喜歡唱歌。為了實現當電影導演的夢想到英國留學，並放棄成為藝人的機會。在日本時是販賣BECK週邊的工作人員、在英國時會幫忙口譯交涉BECK唱片出道相關事宜。模特兒是DJ的南美布、也是現實中南龍介的親妹妹。故事中期與幸雄兩情相悅後交往。
益岡弘美（Miromi Masuoka，配音員：山川琴美）
與小雄和阿櫻同所高中的同年級女生。原本加入輕音樂社，後來發現自己沒有吉他的天分便改加入新體操社。打工商店的隔壁剛好是小雄打工的餐廳因而認識，也開始跟小雄學起吉他，後又透過小雄認識阿櫻，進而和阿櫻兩情相悅；經常會幫忙販賣BECK的產品。
石黑泉（Izumi Ishiguro，配音員：丸山美紀）
小雄的綽號創始人並大他一歲的學姐，以前和小雄在同一間書法教室上課，當時還是個淘氣女孩；國中和小雄再度相遇時已是游泳社的王牌兼學校的偶像。是The Dying Breed的熱情歌迷，還介紹給小雄認識，進而影響小雄往後的音樂活動。儘管因小雄居中介紹而與音樂和龍介之間有了快樂回憶，後來卻進了小雄實力難以考上的高升學率高中，兩人因學校不同而疏遠。
齋藤研一（Kenichi Saitou，配音員：（from RomanPorsche.））
登場時44歲，算是幕後主角，是小雄的游泳跟吉他老師，並雇用小雄在他經營的「齋藤紙業」打工。原是前奧運的強化訓練選手、超喜歡風俗文化的單身貴族，總是給小雄許多援助，可說若是沒有齋藤也就沒有現在的小雄。是位激進派角色，所以只會出現在虛構故事裡。最喜歡古老優秀的英國音樂，願意借給沒有吉他練習的小雄Gretsch公司所生產最高級的Gretsch White Falcon，其他收藏還有Rickenbacker及Tibson（Gibson的仿冒品）所生產的Les Paul型號的吉他。因緣與小雄的國中導師桃子老師有過婚約，後因對方外遇導致破局。
貝吉
齋藤所飼養的鸚鵡，和貝克並列為本作品的吉祥物。雖然擁有會配合演奏鳴叫的才能，卻只會對一流的演奏有反應。曾被討厭鸚鵡的桃子老師由網拍賣掉後又逃了回來。
艾迪·李（Eddie Lee，配音員：Jamie Vickers）
全美首席樂團The Dying Breed（DB）的吉他手兼龍介在紐約時代的好友，本名是Edward Lee。教龍介彈吉他、一起組團、還一起幹過許多壞事，對龍介而言是最要好的朋友、也曾帶給小雄和BECK影響，曾和艾莉卡·布萊吉交往過一段時日。某天開車前往錄音室途中，被車子故障前來求助的男子開槍射殺，（犯人的名字Jose Gonzalez是取材於刺殺Bruiser Brody的兇手。）其死亡讓世界籠罩在一片悲傷之中。模特兒是珍珠果醬（Pearl Jam）的主唱埃迪·維德（Eddie Vedder）。
馬特·李多（Matt Reed）
The Dying Breed的主唱，行事獨特、喝醉會發酒瘋。欣賞小雄的歌聲，還邀他站上自家樂團LIVE表演的舞台。對於艾迪以外的人們毫不信任，只會聽取艾迪的建議。在艾迪死後，立即決定解散The Dying Breed，之後雖沈迷藥物，卻也開始他的單飛活動。
吉姆·沃許（Jim Walsh）
登場時28歲，是全美注目的電影導演，為拍攝The Dying Breed的紀錄片而一起來到日本。幾年後免費擔任BECK宣傳片的導演，擁有優秀的記憶力。模特兒是電影導演的吉姆·賈木許（Jim Jarmusch）。
雷恩·賽克斯（Leon Sykes，配音員：Ryu）
RJ唱片公司的統合人，因身上流著許多人種的血統而過著被孤立的少年時代，過去因龍介和艾迪偷了雷恩車上的貝克和露西露，兩人及小雄才與他有所牽扯。徹底崇尚拜金主義，可為了自身利益不擇手段。因殺人罪嫌被逮捕又被無罪釋放，原本身無分文地消失在公眾場合，後來又企圖與西岸的暴力集團聯手得以復出。雖然隨身帶著一位叫高弟的鑲金牙保鏢卻還是被射殺而身負重傷，現在則是帶著外甥多奇（模特兒是Snoop Dogg）。
小三（Micchan，配音員：江川央生）
龍介等人最常去的Bar「Remedy」的老闆，有過前科及一張兇惡的臉孔，抓狂起來誰也制止不了。他所做的料理似乎都很難吃，也好幾次跑去看BECK的LIVE演出；興趣是打業餘棒球。
蘭（Ran，配音員：ROLLY）
前Noir的人氣音樂製作人，有業界的大人物做後盾，因此言行相當有影響力，現為Belle Ame的製作人。當初DB在日本公演時因某事件而開始敵視BECK，並四處打壓他們。外表看來與X JAPAN的Yoshiki酷似。
木村榮二（榮二，配音員：涉谷茂）
曾與龍介組團，在該樂團解散後，與知名主唱宮澤學組成Belle Ame，擔任吉他手。受到製作人蘭賞視，一口氣成為了頂級樂隊。因為與龍介的不和，一直視Beck為競爭對象。在連載初期，吉他技巧與品味有與龍介競爭的實力甚至超越龍介，但在組成Bell Arm之後，被認為“失去了感覺”。使用的吉他是Fender Stratocaster（1959年製造，後來在The Dying Breed 日本發布會上燒毀）和一把Ibanez七弦吉他。
佐藤和緒（阿姨）（Kazuo Satou，配音員：高乃麗）
Greatful Sound的主辦單位—Metal Guru之社長，前來拜託BECK在Greatful Sound演出，在那之後也給予他們許多協助。Greatful Sound為她的亡姐所創辦。

### 其他人物
川久保（Kawakubo）
Lust For Life（由Iggy Pop的Lust For Life而來）唱片公司職員，過去曾待過大型地下唱片公司，也製作過許多成功樂團，因「阿姨」的拜託而成為BECK的製作人，後因BECK的活動方針與社長對立，於是獨立出來另設一間名為Neapolitan·Smith的地下唱片公司。原本預定要將小孩取名為「雷音」、「須虎馬」，卻因生出來的是女孩只好改取為「小雪」。特徵是臉上有顆大痣；與蘭是舊識。
東郷（Togo）
原 Drum Mama（由 Drum Mama Studios 而來）樂團成員，擔任鼓手。在 Drum Mama 解散後，被龍介邀請加入「BECK」樂團，但隨後因為女友反對與「繼承家業」的因素退團。

## 用語
AVALON FESTIVAL
過去在英國舉辦，傳說中的搖滾盛會（Rock festival），經過了數十年後再次復活。
克莉斯汀作石
在作品中登場的人氣少女漫畫家，著名作品為《歡樂☆三國志》（ハッピー☆三国志）及《戰國目錄》（戦国カタログ）。克莉斯汀作石為共用筆名，執筆的是兩位男性。模特兒當然是藤子不二雄。
GRATEFUL SOUND
每年夏天舉辦的Rock Festival，原本主辦單位是Metal Guru，現在活動的經營權已被蘭奪取，模型是日本富士搖滾音樂祭，舉辦地點為被自然環境圍繞的場所。
連鎖居酒屋「蜀」
全國連鎖的居酒屋，店名的由來是將三國志裡登場的武將及文官（關羽、張飛、馬超等）給統一的國名。競爭的連鎖店為「連鎖店魏」；「呂布」似乎是從蜀另外獨立出來。
私立一枝學園高校
小雄、阿櫻、千葉、弘美、鬼形所就讀的高中，小雄和阿櫻中途休學，至於千葉是否畢業則不清楚。
《Solid·Rock》
日本的音樂專門雜誌，原型可能是參考《rockin'on》。
Nough·Records
以英國為根據地的大型地下唱片公司，原型是Rough Trade Records。
BUZZ IN BALLPARK
與Greatful Sound互為對頭的搖滾盛會，由死亡遊戲製作人笹川的推動而壯大，原型為日本SUMMER SONIC，主要舞台如名稱所示是在棒球場。
Mongolian Chop Squad（M.C.S）
當時BECK的音樂在美國交由芝加哥一家地下唱片公司發行，因海外也有同名的音樂人（貝克·漢森及傑夫·貝克等），才由唱片公司的老闆（不知為何和莫里西長得一模一樣）隨意變更團名。
夢
死去的搖滾巨星們在搖滾盛會為BECK現場演出後收拾殘局（撿垃圾）的夢境，BECK的成員已夢過好幾次，彷彿在冥冥之中指引著BECK。只有千葉的夢境比其他團員要來得晚，直到Greatful Sound結束後才夢到。
露西露
龍介主要使用的吉他Les Paul，原本是傳說中的藍調之神Sunnyboy·Waters的所有物，在舞台上慘遭情敵槍殺才在琴身留下彈痕，死後便遺留給Sunnyboy的弟子約翰·李·戴維斯（John·Lee·Davis），其後又轉交給外甥雷恩·賽克斯，後來被竊取車上物品的龍介及艾迪偶然發現並帶走。儘管拾音器已遭彈痕破壞，卻可彈出一般Les Paul無可比擬的音質。名稱是由B·B·金的愛用吉他「露西露」（Lucille (guitar)）而來。

## 登場曲目
- （）內為動畫版標題

BECK
- SISTER（FACE）
- THE HUMAN FLY（BRAINSTORM）
- OUT OF THE HOLE（SLIP OUT）
- BABY STAR
- TABASCO（SPICE OF LIFE）
- ELECTRIC SHEAP

THE DYING BREED
- SWIMMING BARE（MOON ON THE WATER）
- JOHN SAYS
- CITY
- FASTLANE DRIVE
- Anchor
- DEVIL'S WAY（未發表）

國吉千惠美
其他
- Heartbreaker / Led Zeppelin
- GET BACK / The Beatles
- I Am the Walrus / The Beatles
- Traveling Riverside Blues / Robert Johnson

動畫版有演奏類似同位歌手的「Sweet Home Chicago」之曲子
- White Riot / The Clash
- Tommy Gun / The Clash
- I've Got a Feeling / The Beatles
- People Get Ready / The Impressions（作品中是介紹成Curtis Mayfield的曲子）
- Machine Gun / Jimi Hendrix
- / THE BLUE HEARTS
- Search and Destroy / Iggy and The Stooges
- Street Fighting Man / The Rolling Stones

## 出版書籍
單行本
| 卷數 | 講談社         | 講談社                                                  | 東立出版社     | 東立出版社             |
| 卷數 | 發售日期       | ISBN                                                    | 發售日期       | ISBN                   |
| ---- | -------------- | ------------------------------------------------------- | -------------- | ---------------------- |
| 1    | 2000年2月15日  | ISBN 978-4-06-334278-9                                  | 2001年3月13日  | ISBN 957-731-406-6     |
| 2    | 2000年3月14日  | ISBN 978-4-06-334291-8                                  | 2001年4月10日  | ISBN 957-731-407-4     |
| 3    | 2000年6月14日  | ISBN 978-4-06-334307-6                                  | 2001年7月25日  | ISBN 957-699-087-4     |
| 4    | 2000年7月14日  | ISBN 978-4-06-334313-7                                  | 2001年10月22日 | ISBN 957-699-088-2     |
| 5    | 2000年10月14日 | ISBN 978-4-06-334340-3                                  | 2002年4月10日  | ISBN 957-699-881-6     |
| 6    | 2001年2月14日  | ISBN 978-4-06-334381-6                                  | 2002年7月10日  | ISBN 957-699-882-4     |
| 7    | 2001年5月15日  | ISBN 978-4-06-334404-2                                  | 2002年11月10日 | ISBN 986-11-1398-3     |
| 8    | 2001年8月8日   | ISBN 978-4-06-334451-6                                  | 2003年3月4日   | ISBN 986-11-1586-2     |
| 9    | 2001年11月14日 | ISBN 978-4-06-334469-1                                  | 2003年5月2日   | ISBN 986-11-1789-X     |
| 10   | 2002年2月13日  | ISBN 978-4-06-334507-0                                  | 2003年5月26日  | ISBN 986-11-2007-6     |
| 11   | 2002年5月15日  | ISBN 978-4-06-334545-2                                  | 2003年7月2日   | ISBN 986-11-2173-0     |
| 12   | 2002年8月9日   | ISBN 978-4-06-334581-0                                  | 2003年8月14日  | ISBN 986-11-2404-7     |
| 13   | 2002年11月13日 | ISBN 978-4-06-362017-7（特裝版） ISBN 978-4-06-334622-0 | 2003年9月6日   | ISBN 986-11-2672-4     |
| 14   | 2003年2月14日  | ISBN 978-4-06-334671-8                                  | 2003年11月24日 | ISBN 986-11-2968-5     |
| 15   | 2003年6月14日  | ISBN 978-4-06-334732-6                                  | 2003年12月25日 | ISBN 986-11-3232-5     |
| 16   | 2003年9月14日  | ISBN 978-4-06-334772-2                                  | 2004年3月2日   | ISBN 986-11-3789-0     |
| 17   | 2003年12月16日 | ISBN 978-4-06-334823-1                                  | 2004年5月15日  | ISBN 986-11-3965-6     |
| 18   | 2004年3月16日  | ISBN 978-4-06-334850-7                                  | 2004年12月10日 | ISBN 986-11-4778-0     |
| 19   | 2004年6月16日  | ISBN 978-4-06-334878-1                                  | 2004年12月23日 | ISBN 986-11-5080-3     |
| 20   | 2004年10月14日 | ISBN 978-4-06-334924-5                                  | 2005年4月22日  | ISBN 986-11-5913-4     |
| 21   | 2005年1月15日  | ISBN 978-4-06-334959-7                                  | 2005年8月17日  | ISBN 986-11-6481-2     |
| 22   | 2005年4月14日  | ISBN 978-4-06-334999-3                                  | 2005年12月6日  | ISBN 986-11-6482-0     |
| 23   | 2005年7月14日  | ISBN 978-4-06-372035-8                                  | 2006年2月20日  | ISBN 986-11-7359-5     |
| 24   | 2005年10月15日 | ISBN 978-4-06-372088-4                                  | 2006年4月18日  | ISBN 986-11-7763-9     |
| 25   | 2006年1月15日  | ISBN 978-4-06-372127-0                                  | 2006年5月2日   | ISBN 986-11-8190-3     |
| 26   | 2006年4月17日  | ISBN 978-4-06-372139-3                                  | 2006年8月17日  | ISBN 986-11-8476-7     |
| 27   | 2006年8月17日  | ISBN 978-4-06-372183-6                                  | 2006年12月11日 | ISBN 986-11-8966-1     |
| 28   | 2006年11月17日 | ISBN 978-4-06-372228-4                                  | 2007年3月6日   | ISBN 978-986-11-9358-8 |
| 29   | 2007年2月16日  | ISBN 978-4-06-372266-6                                  | 2007年7月5日   | ISBN 978-986-11-9666-4 |
| 30   | 2007年6月15日  | ISBN 978-4-06-372308-3                                  | 2007年10月30日 | ISBN 978-986-10-0259-0 |
| 31   | 2007年11月16日 | ISBN 978-4-06-372365-6                                  | 2008年6月17日  | ISBN 978-986-10-1060-1 |
| 32   | 2008年2月15日  | ISBN 978-4-06-375445-2                                  | 2008年7月11日  | ISBN 978-986-10-1484-5 |
| 33   | 2008年6月17日  | ISBN 978-4-06-375492-6                                  | 2008年11月14日 | ISBN 978-986-10-2076-1 |
| 34   | 2008年10月17日 | ISBN 978-4-06-375575-6                                  | 2009年2月23日  | ISBN 978-986-10-2716-6 |

文庫版
| 卷數 | 講談社         | 講談社                 |
| 卷數 | 發售日期       | ISBN                   |
| ---- | -------------- | ---------------------- |
| 1    | 2013年12月12日 | ISBN 978-4-06-384960-8 |
| 2    | 2013年12月12日 | ISBN 978-4-06-384961-5 |
| 3    | 2014年1月10日  | ISBN 978-4-06-384965-3 |
| 4    | 2014年1月10日  | ISBN 978-4-06-384966-0 |
| 5    | 2014年2月13日  | ISBN 978-4-06-384972-1 |
| 6    | 2014年2月13日  | ISBN 978-4-06-384973-8 |
| 7    | 2014年3月12日  | ISBN 978-4-06-384980-6 |
| 8    | 2014年3月12日  | ISBN 978-4-06-384981-3 |
| 9    | 2014年4月11日  | ISBN 978-4-06-384982-0 |
| 10   | 2014年4月11日  | ISBN 978-4-06-384983-7 |
| 11   | 2014年5月9日   | ISBN 978-4-06-384995-0 |
| 12   | 2014年5月9日   | ISBN 978-4-06-384996-7 |
| 13   | 2014年6月12日  | ISBN 978-4-06-384997-4 |
| 14   | 2014年6月12日  | ISBN 978-4-06-384998-1 |
| 15   | 2014年7月11日  | ISBN 978-4-06-384999-8 |
| 16   | 2014年7月11日  | ISBN 978-4-06-385000-0 |
| 17   | 2014年8月12日  | ISBN 978-4-06-385001-7 |

### 相關書籍
官方導讀手冊（講談社）
- BECK Volume 0 THE GUIDE BOOK：2002年11月13日發售、ISBN 978-4-06-334627-5
- BECK Volume 00 THE GUIDE BOOK EX：2004年3月17日發售、ISBN 978-4-06-334852-1
- BECK MUSIC GUIDE：2005年10月17日發售、ISBN 978-4-06-372037-2
- BECK AT LAST Volume 33 1/3：2008年10月17日發售、ISBN 978-4-06-375587-9
- BECK LIVE! -FESTIVAL & MOVIE GUIDE-：2010年7月16日發售、ISBN 978-4-06-375947-1

合訂本（將2002年至2008年發售的導讀手冊合併）
- BECK THE GUIDEBOOK COMPLETE EDITION：2010年8月17日發售、ISBN 978-4-06-375953-2

電影導讀
- BECK Official Guide 水嶋ヒロ 佐藤健 桐谷健太 中村蒼 向井理

2010年8月23日發售、ISBN 978-4-06-348610-0

## 電視動畫
2004年10月6日至2005年3月30日由東京電視台聯播網播出，內容從原作第1話至遠征美國之前。另在原作裡登場的歌曲因版權關係所以只有使用披頭四的《I've Got a Feeling》，其他歌曲皆為動畫原創。

### 製作團隊
- 監督、系列構成、腳本 - 小林治
- 副監督 - 増原光幸
- 人物設計 - 堀元宣、小林治
- 美術監督 - 上原伸一
- 色彩設計 - こしかわよしみ（1話 - 21話）、こしかわよしみ、堀川佳典（22話 - 26話）
- 攝影製作人 - 奈良井昌幸
- 複合監督（攝影監督） - 尾崎隆晴
- CGI監督 - Hiyashi Hayashi
- 編輯 - 木村佳史子
- 音響監督 - 長崎行男
- 音響效果 - 佐藤秀国
- 音樂綜合製作人 - Hidaka Towel
- 執行製作人 - 森山敦、片岡義朗、松本慶明
- 製作人 - 宿利剛、中嶋嘉美
- 動畫製作人 - 笠井信児（1話 - 18話）、諸澤昌男（19話 - 26話）
- 動畫製作 - MADHOUSE
- 製作 - BECK製作委員会

### 主題曲
片頭曲《HIT IN THE USA》
作詞 - Hidaka Towel / 作曲・編曲・歌 - BEAT CRUSADERS（DefSTAR RECORDS）
片尾曲
《My World Down》（1話 - 20話）
作詞 - Tim Jensen / 作曲・編曲 - Ryo Matsui / 歌 - meister（DefSTAR RECORDS）
《MOON ON THE WATER》（21話 - 26話）
作詞 - Hidaka Towel / 作曲 - BEAT CRUSADERS / 歌 - sowelu（DefSTAR RECORDS）

### 各話列表
| 話數    | 日文標題          | 中文標題       | 分鏡          | 演出       | 作畫監督                                |
| ------- | ----------------- | -------------- | ------------- | ---------- | --------------------------------------- |
| Live 1  |                   | 14歲的風景     | 小林治        | 小林治     | 堀元宣                                  |
| Live 2  | LIVE HOUSE        | 演出場地       | 小林治        | 小林治     | 松本文男                                |
| Live 3  | MOON ON THE WATER | 水面上的月亮   | 浜崎博嗣      | 三宅綱太郎 | 高橋昇                                  |
| Live 4  | Strum the guitar  | 亂彈吉他       | 窪岡俊之      | 宍戸淳     | 渡辺和夫                                |
| Live 5  | BECK              | BECK           | 小林治        | 花井信也   | 日向正樹                                |
| Live 6  |                   | 兵藤與         | 小田原男      | 鎌仲史陽   | 青木真理子                              |
| Live 7  |                   | 露西露         | 若林漢二      | 若林漢二   | 堀元宣                                  |
| Live 8  |                   | 校內廣播       | 小林治        | 小林治     | 田中雄一                                |
| Live 9  |                   | 演出的前一晚   | 増井壮一      | 三宅綱太郎 | 高橋昇                                  |
| Live 10 | FACE              | FACE           | 小田原男      | 宍戸淳     | 渡辺和夫                                |
| Live 11 | Summer holidays   | 暑假           | 小林治        | 花井信也   | 日向正樹                                |
| Live 12 |                   | 秘密演唱會     | 浜崎博嗣      | 浜崎博嗣   | 浜津武広                                |
| Live 13 |                   | 蔚藍的天空     | 増井壮一      | 鎌仲史陽   | 青木真理子                              |
| Live 14 | Dream             | 夢             | 増井壮一      | 篠崎康行   | 梅津泰臣                                |
| Live 15 | Back to school    | 重返校園       | 駒井一也      | 駒井一也   | 駒井一也 松本憲生                       |
| Live 16 |                   | 地下音樂       | 小林治        | 三宅綱太郎 | 高橋昇                                  |
| Live 17 |                   | 3天            | 柳沼和良      | 宍戸淳     | 渡辺和夫                                |
| Live 18 |                   | 雷恩·賽克斯    | 小林治        | 花井信也   | 日向正樹                                |
| Live 19 |                   | 藍調           | 小林治        | 米田光宏   | 浜津武広                                |
| Live 20 |                   | Greatful Sound | 田中雄一      | 鎌仲史陽   | 青木真理子                              |
| Live 21 | Write Music       | 創作音樂       | 増井壮一      | 増原光幸   | 日向正樹 （A part） 高田晴仁 （B part） |
| Live 22 |                   | 前夜祭         | 柳沼和良      | 柳沼和良   | 松竹徳幸                                |
| Live 23 | FESTIVAL          | 慶典           | 増井壮一      | 郷敏治     | 渡辺和夫                                |
| Live 24 |                   | 第三舞台       | 小林治 堀元宣 | 堀元宣     | 浜津武広                                |
| Live 25 | Slip out          | Slip out       | 小林治        | 小林治     | 加藤裕美                                |
| Live 26 | America           | America        | 小林治        | 小林治     | 日向正樹                                |

### 播放電視台
| 日本 東京電視台 星期三25:30節目（星期四1:30） | 日本 東京電視台 星期三25:30節目（星期四1:30） | 日本 東京電視台 星期三25:30節目（星期四1:30） |
| --------------------------------------------- | --------------------------------------------- | --------------------------------------------- |
|                                               | BECK （2004年10月6日－2005年3月30日）         |                                               |
| 鐵人28號                                      | 極上生徒會                                    |                                               |

| 中華民國 緯來兒童台 星期一至五 11:30 節目 | 中華民國 緯來兒童台 星期一至五 11:30 節目      | 中華民國 緯來兒童台 星期一至五 11:30 節目 |
| ----------------------------------------- | ---------------------------------------------- | ----------------------------------------- |
|                                           | BECK 搖滾新樂團 （2006年5月5日－2006年6月1日） |                                           |
| 校園迷糊大王                              | 龍騎士                                         |                                           |

### 原聲帶
- 《original soundtrack"BECK"》
- 《original soundtrack"KEITH"》

參與藝人
- BEAT CRUSADERS
- HUSKING BEE
- 10-FEET
- TATSUZO（YKZ）
- TROPICAL GORILLA
- UP HOLD
- TYPHOON24
- Sowelu
- The pillows

## 真人電影
於2010年9月4日上映，片長145分，由モンスター☆ウルトラ電影公司製作。主演水嶋斐呂、佐藤健、桐谷健太等。

### 演員
- 南竜介（Ray）：水嶋斐呂
- 田中幸雄（コユキ）：佐藤健
- 千葉恒美：桐谷健太
- 平義行：向井理
- 桜井裕志（サク）：中村蒼
- 斉藤研一：カンニング竹山
- 南真帆：忽那汐里
- 益岡弘美：倉内沙莉
- 兵藤マサル：桜田通
- 蘭：中村獅童
- 木村栄ニ：水上剣星

### 工作人員
- 監督：堤幸彦
- 脚本：大石哲也

## 外部連結
- （日語）動畫「BECK」官方網站
- （繁體中文）動畫「BECK」官方網站 （页面存档备份，存于）
- （日語）「BECK」東京電視台的動畫介紹（页面存档备份，存于）
- （日語）「BECK THE GAME」官方網站（页面存档备份，存于）
- （日語）提供「BECK」相關產品情報的網站（页面存档备份，存于）